# XAMPP
XAMPP е безплатен и свободен софтуерен пакет, който съдържа Apache HTTP Server, MySQL база от данни и други необходими инструменти за използване на езиците за програмиране PHP (с PEAR) и Perl. Програмата се разпространява с GNU General Public License и служи за безплатен и лесен за употреба уеб сървър, който има възможност да борави с динамични страници. XAMPP има версии за Windows, Linux, Sun Solaris и Mac OS X. Отличава се с много лесна и бърза инсталация.
Името на XAMPP е акроним от X (коя да е от четирите операционни системи), Apache, MySQL, PHP и Perl.
XAMPP се обновява често, за да включва в себе си последните разработки на Apache/MySQL/PHP и Perl. В пакета са включени и няколко допълнителни модула като OpenSSL, FTP-Server ProFTPd, Webalizer и phpMyAdmin.